# Тхимпху (дзонгхаг)

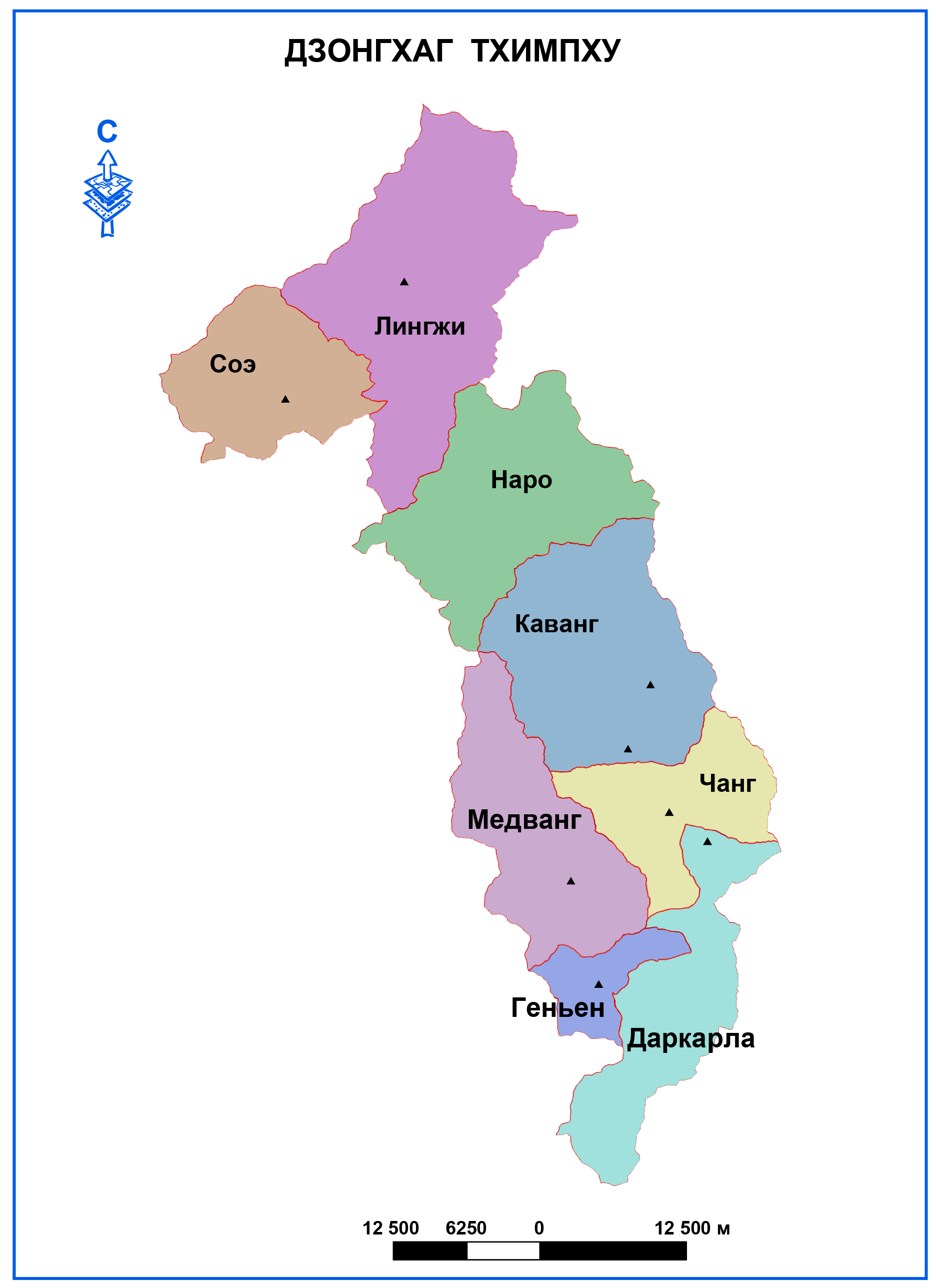
Гевоги дзонгхага Тхимпху

Тхимпху (дзонг-кэ ཐིམ་ཕུ་རྫོང་ཁག་, вайли Thim-phu rdzong-khag) — дзонгхаг в Бутане, относится к западному дзонгдэю. Административный центр — Тхимпху (столица Королевства Бутан).
Часть дзонгхага расположена на территории Национального парка Джигме Дорджи.

## Административное деление
В состав дзонгхага входят 1 город (Тхимпху) и 8 гевогов:
- Генье[нем.]
- Даркарла[нем.]
- Каванг
- Лингжи
- Меванг[нем.]
- Наро
- Соэ
- Чанг[нем.]

При этом гевоги Лингжи, Соэ и Наро объединены в дунгхаг Лингжи.
Ранее в состав дзонгхага входил гевог Баписа.

Тхимпху (дзонгхаг)
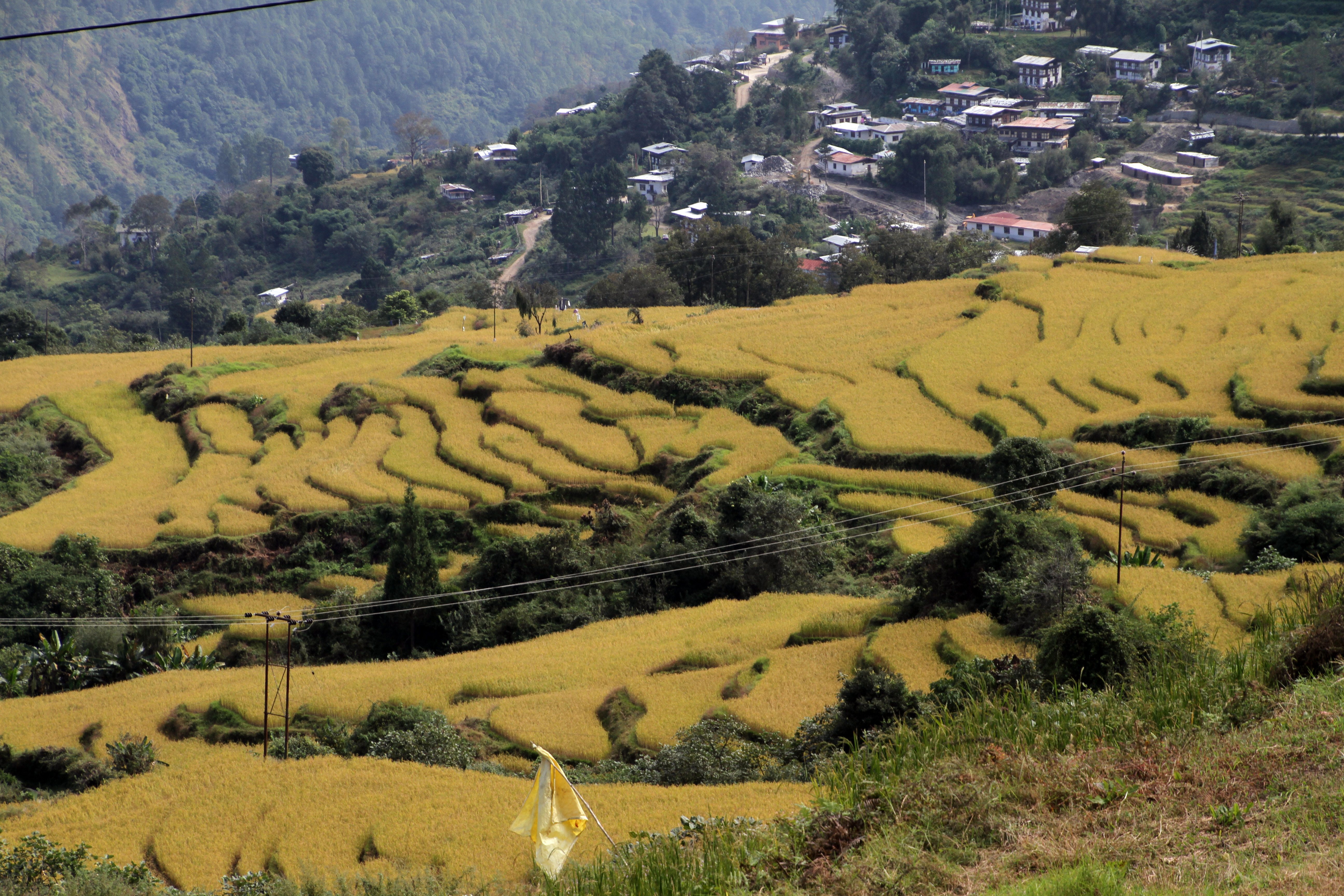
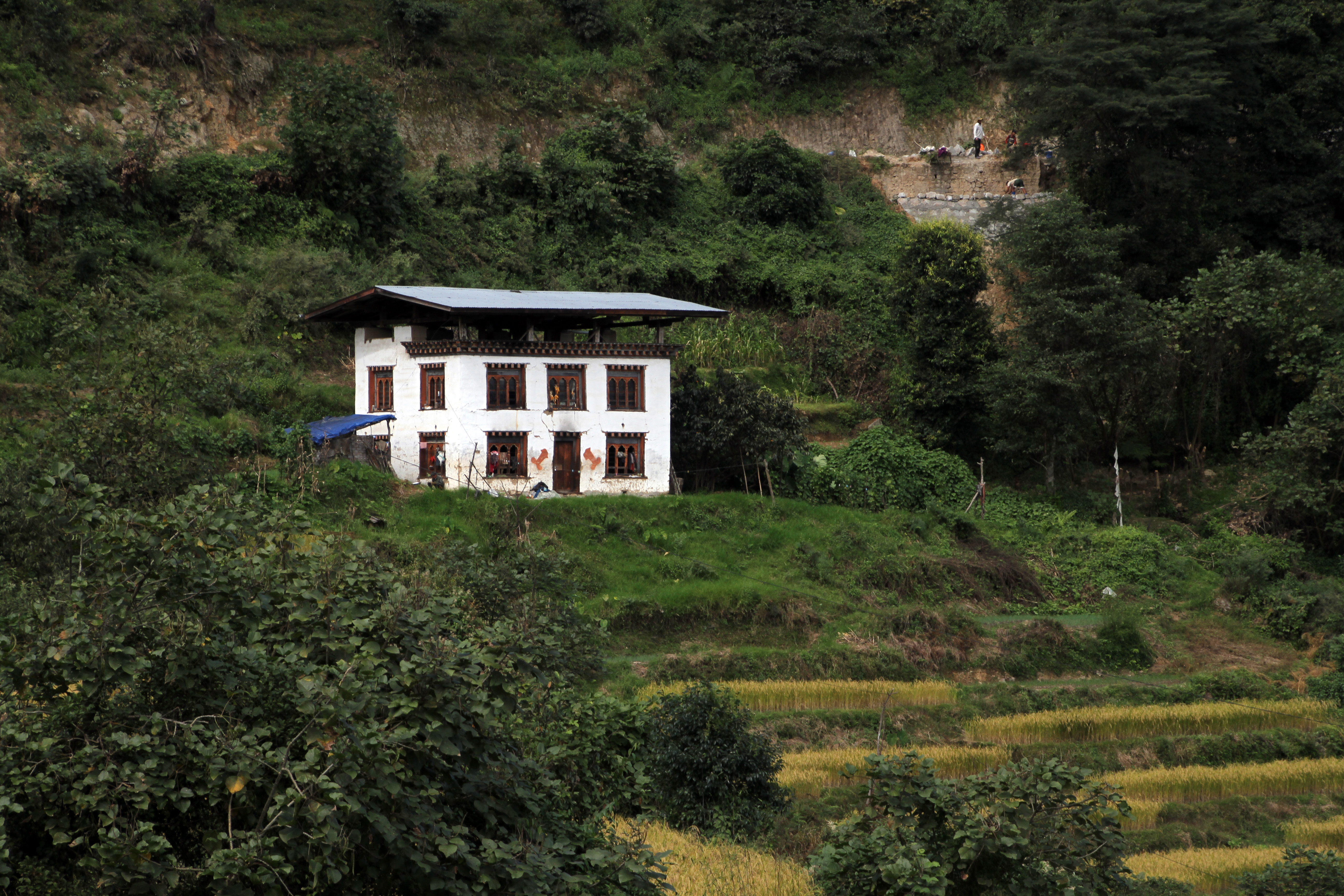
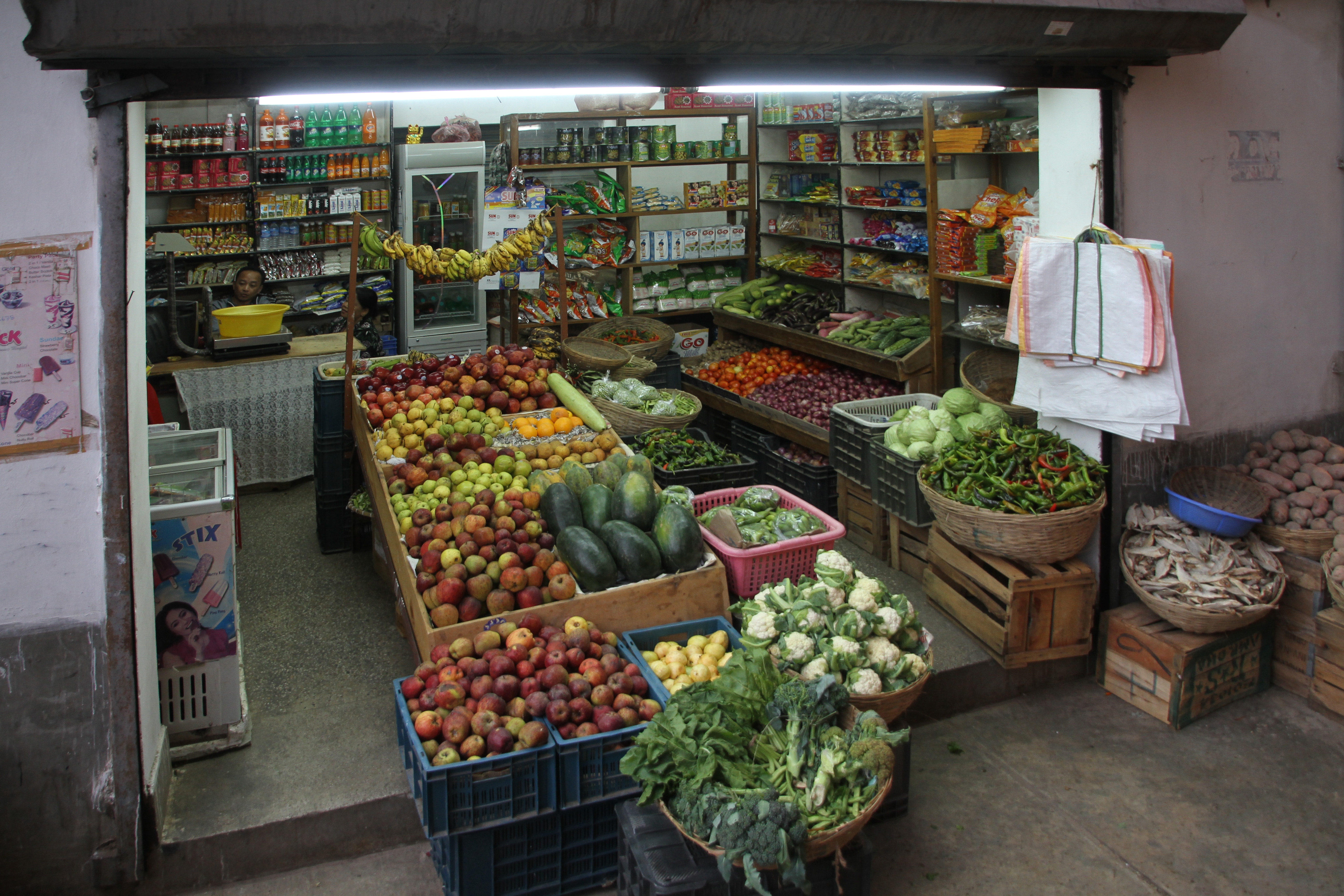
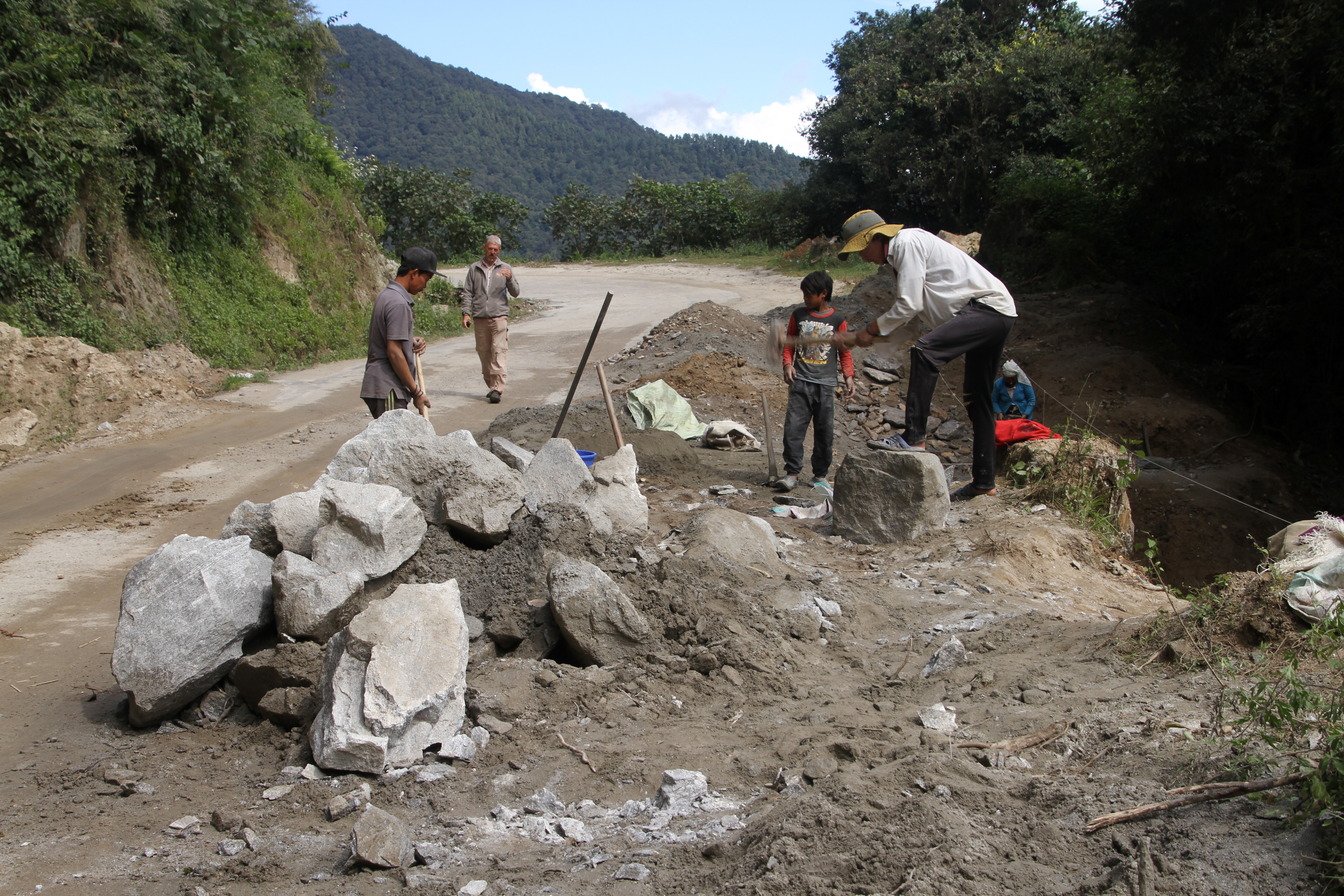
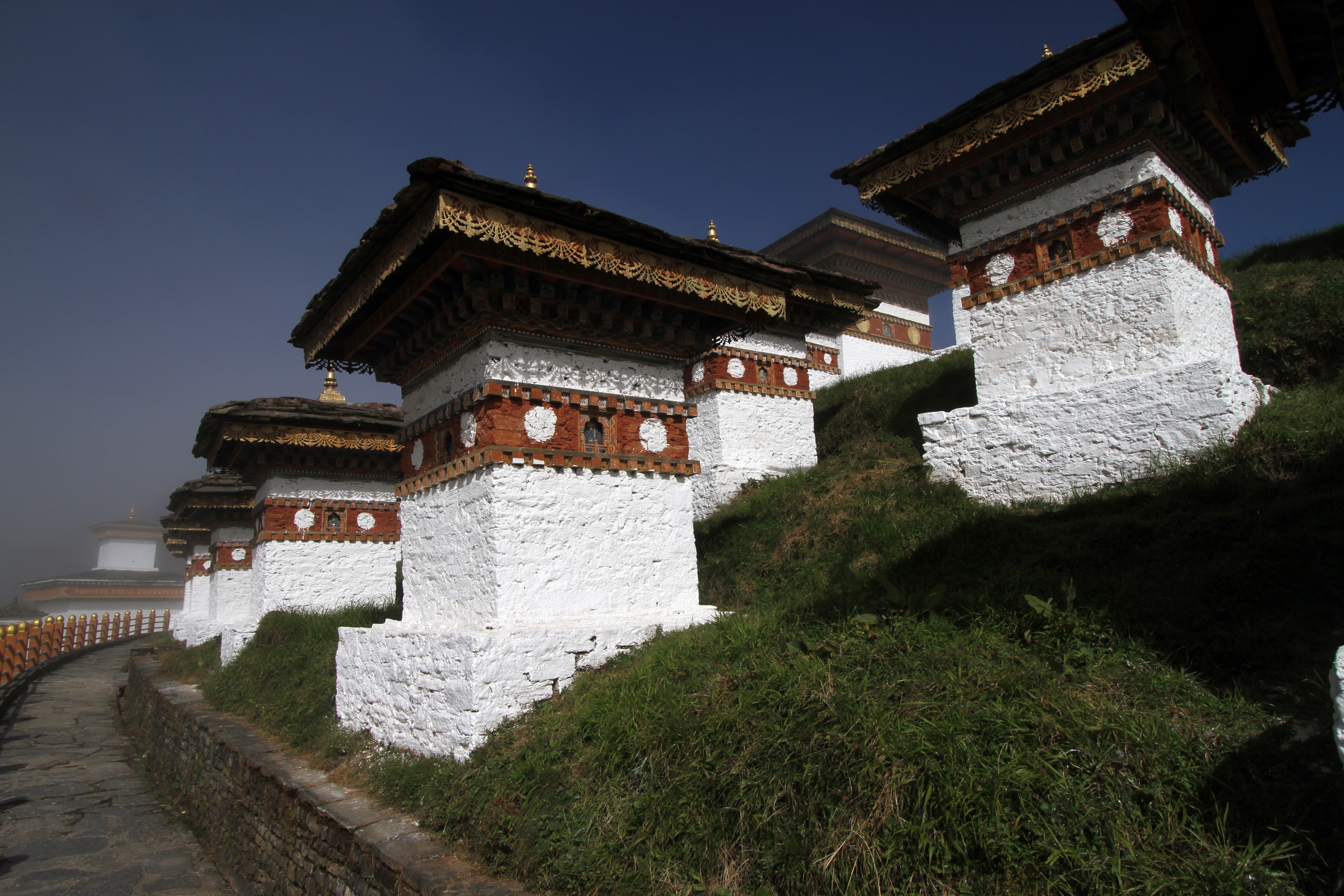
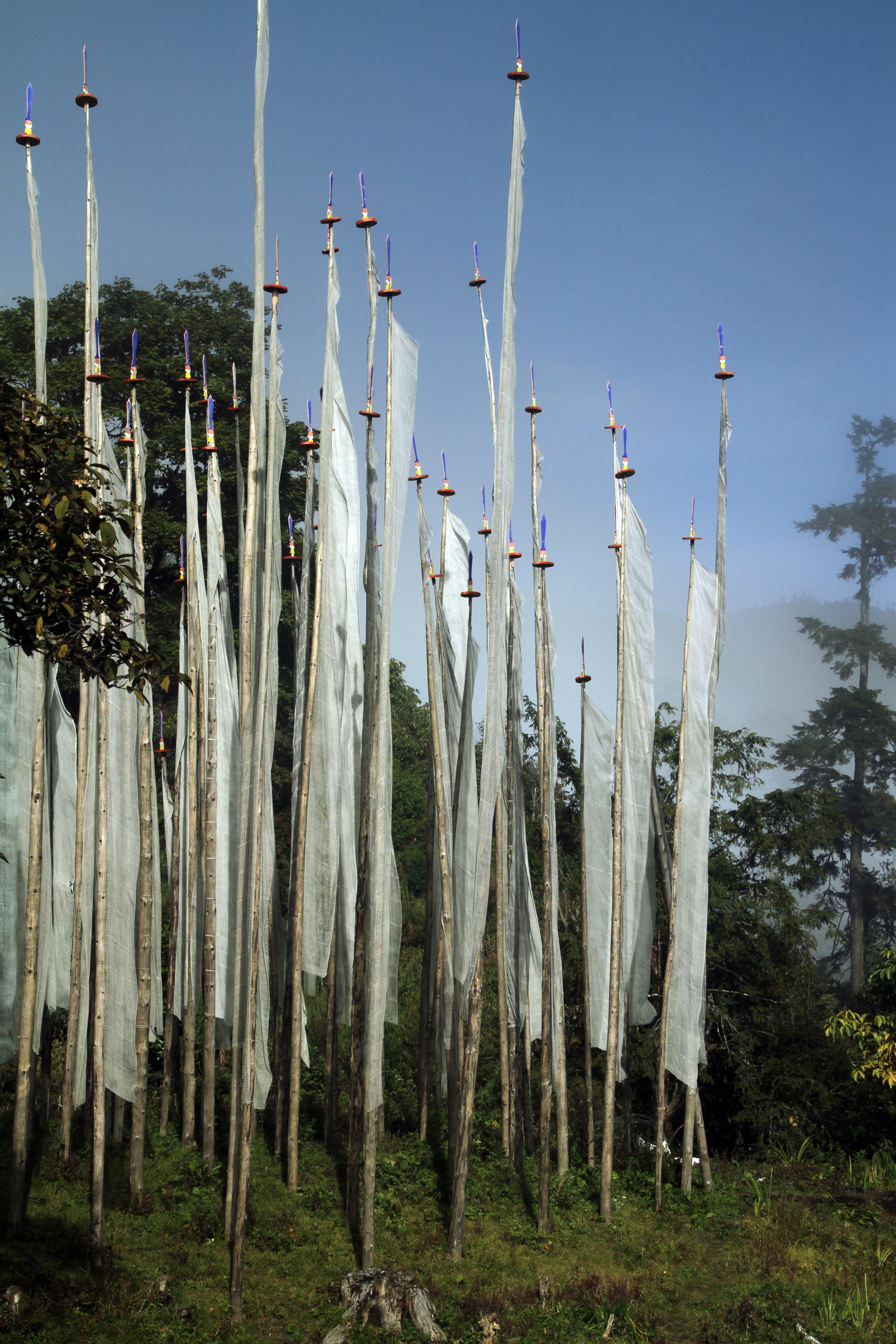
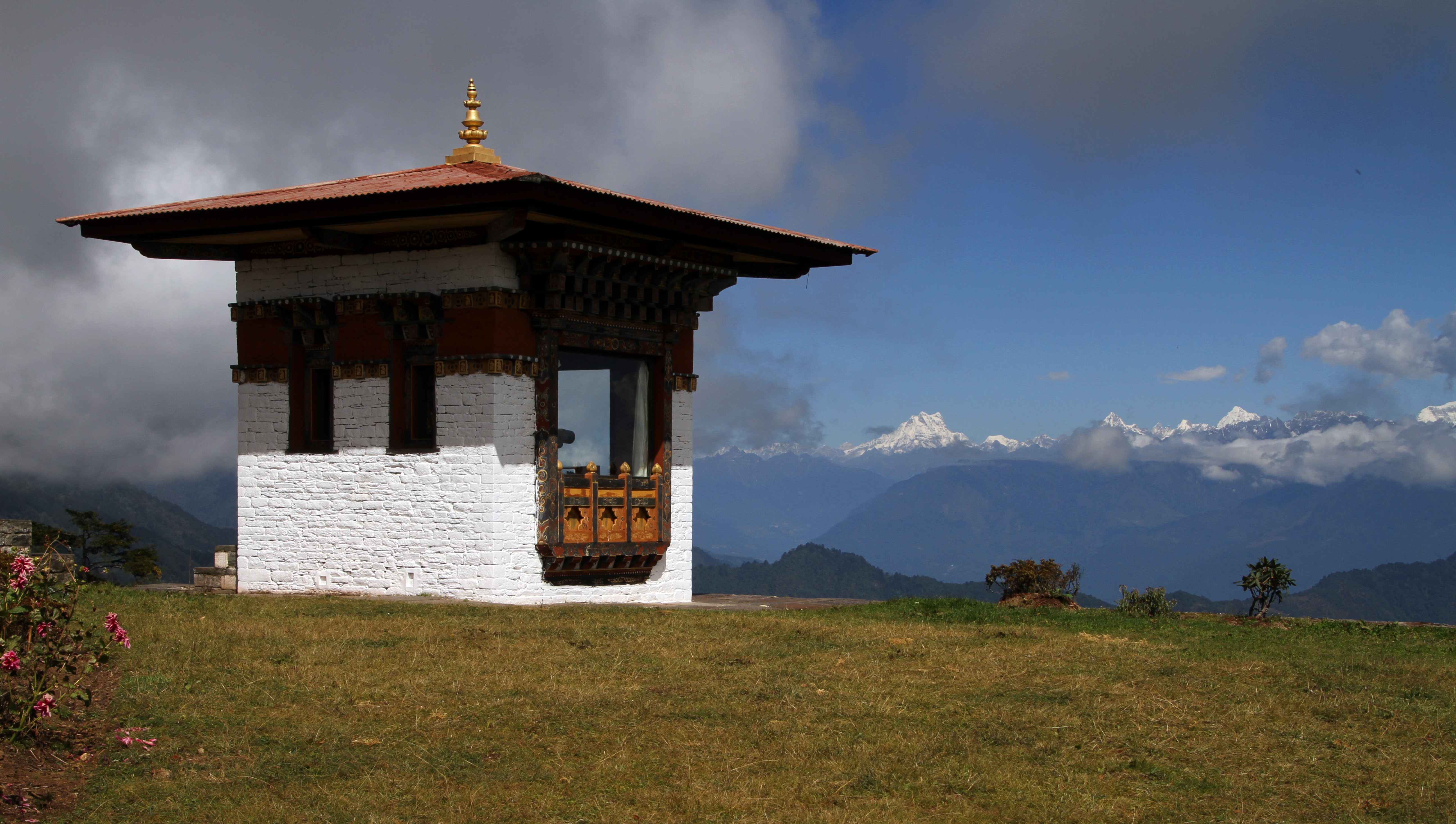

## Достопримечательности
На территории дзонгхага расположены дзонги Ташичо и Лингжи, а также статуя Будда Дорденма.